# Sztankiet

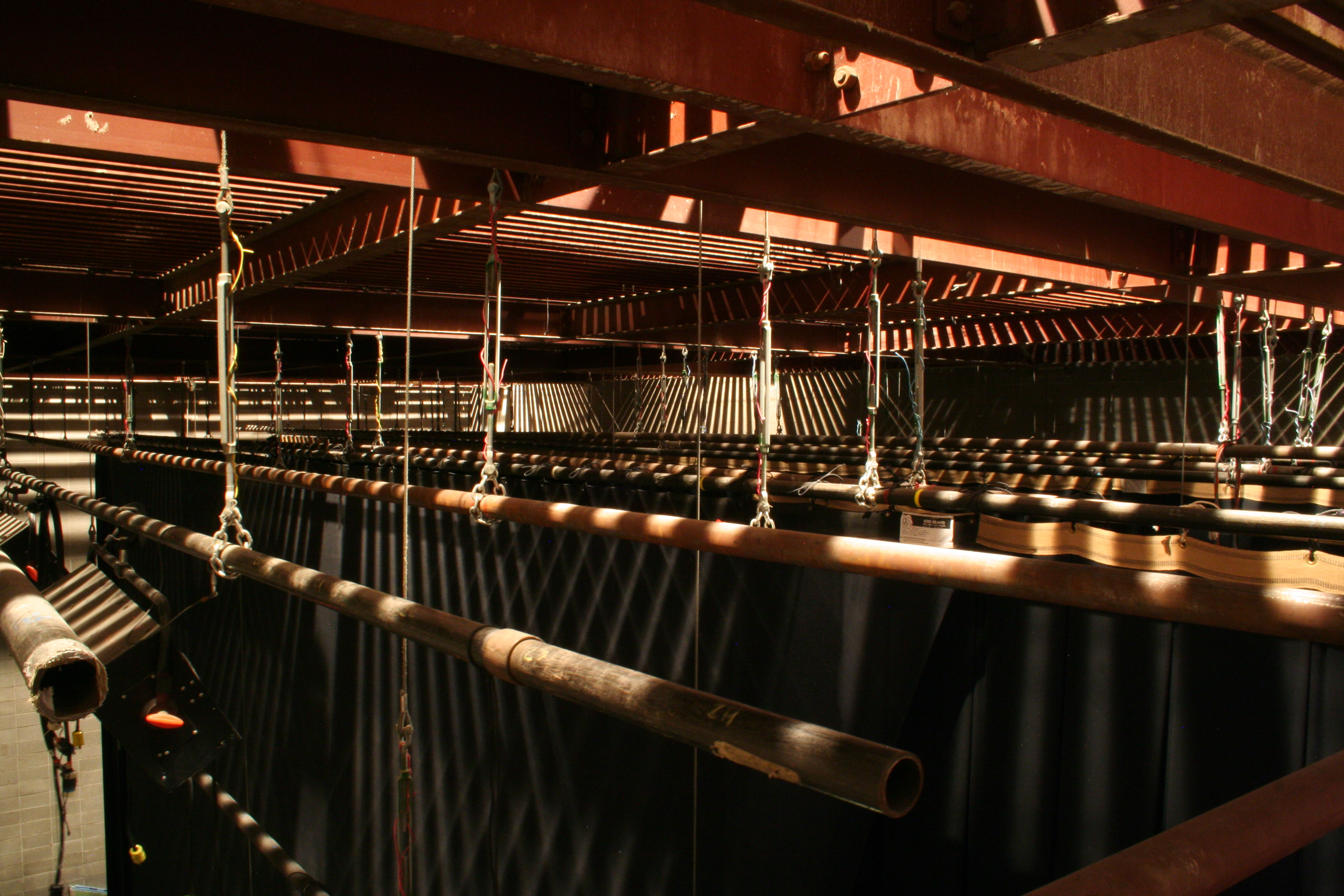
Sztankiety w „Frances Frasier Comstock Theatre” (kampus Concordia College w Moorhead, Minnesota)

Sztankiet (etym. – niem. Stange, por. sztanga) – urządzenie mechaniczne w formie poziomego trawersu zamontowanego na linkach nad sceną służące do podnoszenia dekoracji teatralnych na odpowiednią wysokość. Sztankiet może być wyposażony w napęd elektryczny, lub może być poruszany ręcznie. Sztankiet może służyć do podwieszania zarówno elementów dekoracji, okotarowania sceny (kulis i horyzontu), a w przypadku wykorzystania jako uproszczonego mostu oświetleniowego – również punktów świetlnych, sterowania i okablowania. Sztankiety mogą być także użyte do zamontowania torowiska kurtynowego. Urządzenia te są wykorzystywane też w studiach telewizyjnych.